# MEGA MELON
『MEGA MELON』（メガメロン）は、2008年12月10日に発売されたメロン記念日2作目のベスト・アルバム。

## 概要
ハロー!プロジェクト10周年記念企画である「メガベスト」シリーズのひとつとしてリリースされた、CDとDVDの2枚組ベスト・アルバム。
これまでに発売された17曲すべてのシングル表題曲とミュージック・ビデオが収録されている。
メロン記念日のベスト・アルバムはセレクト・ベストの「FRUITY KILLER TUNE」以来2枚目。初のコンプリート・シングル・コレクション。

## 収録曲

### CD
1. 甘いあなたの味
2. 告白記念日
3. 電話待っています
4. This is 運命
5. さぁ!恋人になろう
6. 夏の夜はデインジャー!
7. 香水
8. 赤いフリージア
9. チャンス of LOVE
10. MI DA RA 摩天楼
11. かわいい彼
12. 涙の太陽
13. シャンパンの恋
14. 肉体は正直なEROS
15. アンフォゲッタブル
16. お願い魅惑のターゲット ～マンゴープリン Mix～
17. カリスマ・綺麗
18. GIVE ME UP
新曲。1987年に発売されたマイケル・フォーチュナティの楽曲でBaBeによる日本語盤のカバー。編曲は前山田健一。

### DVD
特記がないものはミュージック・ビデオ
1. 甘いあなたの味
2. 告白記念日
3. 電話待っています
4. This is 運命
5. さぁ!恋人になろう
6. 夏の夜はデインジャー!
7. 香水
8. 赤いフリージア
9. チャンス of LOVE
10. MI DA RA 摩天楼
11. かわいい彼
12. 涙の太陽
13. シャンパンの恋
14. 肉体は正直なEROS
15. アンフォゲッタブル
16. お願い魅惑のターゲット（Live Ver.）
17. カリスマ・綺麗
18. お願い魅惑のターゲット（四次元ジャック!! Live Ver.）
19. GIVE ME UP（四次元ジャック!! Live Ver.）